# Shanxia, Pucheng
Shanxia (kinesiska: 山下) är en socken i sydöstra Kina. Den ligger i Pucheng härad i staden Nanping i provinsen Fujian, omkring 220 kilometer nordväst om provinshuvudstaden Fuzhou. Antalet invånare är 6 634. Befolkningen består av 3 207 kvinnor och 3 427 män. Barn under 15 år utgör 22,0 %, vuxna 15-64 år 65 %, och äldre över 65 år 12,0 %.